# St. Peter und Paul (Sułów Wielki)

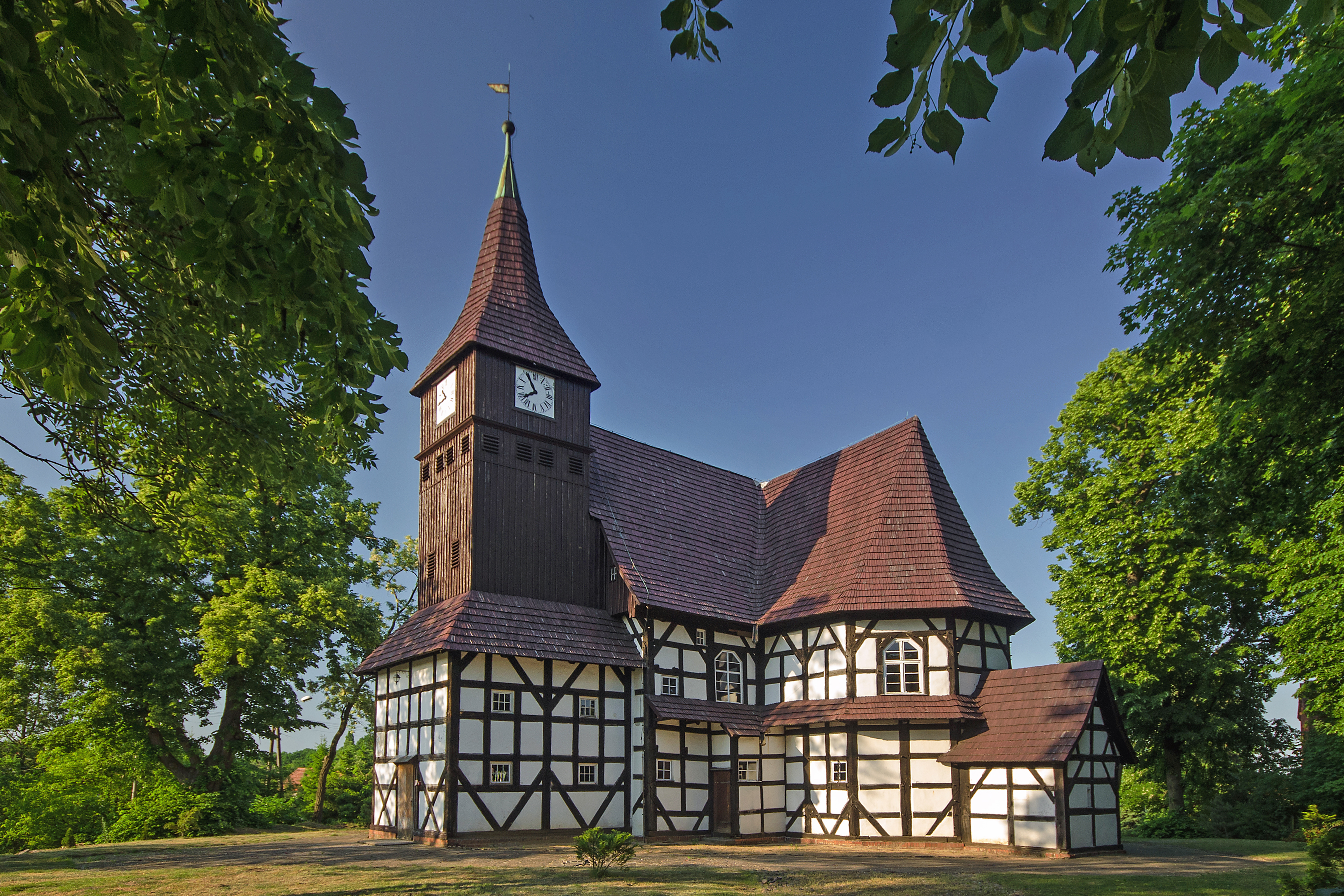
Kirche Groß Saul

Die römisch-katholische Kirche St. Peter und Paul (polnisch Kościół ś. Piotra i Pawła) ist eine ursprünglich evangelische Kirche im niederschlesischen Sułów Wielki (Groß Saul).

## Geschichte
Zwischen 1656 und 1673 wurde anstelle der katholischen Kirche eine neue evangelische Kirche gebaut, wobei der frühere Turm erhalten blieb. Die Wetterfahne trägt die Jahreszahl 1615, könnte aber auch vom Vorgängerbau stammen.

## Bauwerk
Die Kirche ist ein Beispiel für einen kreuzförmigen Zentralbau. Der flachgedeckte Innenraum und wird von einer farbig bemalten Empore umzogen. Kanzel, Altar und Orgel befinden sich in einem der Kreuzarme. Die Kreuzarme sind jeweils mit drei Seiten eines Achtecks geschlossen. Orgel und Kirchenbänke stammen aus dem 17. Jahrhundert. Der Altar enthält Statuen von Maria mit dem Kind, der heiligen Barbara und der heiligen Katharina. Die barocke Kanzel aus dem Jahr 1674 zeigt ein Gemälde, das den Evangelisten Johannes, Christus in einem Boot, Lukas, Markus und Matthäus darstellt. Die Fensteröffnungen sind klein und quadratisch, sowohl im unteren als auch im oberen Stockwerk. Bemerkenswert ist auch das Tabernakel mit einem gemalten Adler der schlesischen Piasten.

## Verweise
- Eintrag auf dem Webauftritt der Diözese Breslau